# Rimetea
Rimetea (parfois appelée Rîmetea ou Râmetea, anciennement Trăscău, en hongrois : Torockó, en allemand : Eisenburg ou Eisenmarkt) est une commune du județ d'Alba, Roumanie qui compte 1 126 habitants.
La commune est composée de deux villages : Colțești et Rimetea.

## Démographie
D'après le recensement de 2011, la commune compte 1 126 habitants, en forte baisse par rapport au recensement de 2002 où elle en comptait 1 213.
Lors de ce recensement de 2011, 85,08 % de la population se déclare hongrois, 12,97 % de la population se déclare roumaine (1,6 % ne déclare pas d'appartenance ethnique).

## Politique
| Parti | Parti                                           | Sièges |
| ----- | ----------------------------------------------- | ------ |
|       | Union démocrate magyare de Roumanie (UDMR)      | 4      |
|       | Parti populaire hongrois de Transylvanie (PPMT) | 3      |
|       | Parti social-démocrate (PSD)                    | 1      |
|       | Parti national libéral (PNL)                    | 1      |

## Galerie
|                                                  |
| Locaux en tenue traditionnelle à Rimetea (1854). |

|                               |
| Église unitarienne à Rimetea. |

|                                 |
| Panorama du village de Rimetea. |

|                              |
| Massif montagneux à Rimetea. |

|          |
| Rimetea. |

|                       |
| Citadelle de Trascău. |